# سيبوتات
سيبوتات (بالإنجليزية: Ciputat)‏ هي district of Indonesia تقع في إندونيسيا في بانتن. يقدر عدد سكانها بـ 192,205 نسمة .